# Edificio de la Rada Suprema
El edificio del gobierno de Ucrania (en ucraniano: Будинок Верховної Ради, romanizado: Budynok Verjovnoi Rady) está situado en el centro de Kiev y sirve como edificio administrativo de la Rada Suprema de Ucrania. El edificio fue construido entre 1936 y 1938 según un diseño de Volodímir Zabolotni en estilo arquitectónico neoclásico ucraniano. Zabolotni recibió el Premio Estatal por este proyecto en 1940 y fue nombrado arquitecto jefe de la ciudad.
El edificio está ubicado en el lado este de la calle Hrushevsky, frente al edificio del gobierno de Ucrania, y está rodeado por el palacio Mariyinski, el parque Mariyinski y una plaza peatonal. 

## Historia
A principios de 1934, después de que la capital de la República Socialista Soviética de Ucrania fuera trasladada de Járkov a Kiev, se iniciaron muchos proyectos nuevos para la reconstrucción de la nueva capital. Se planeó erigir en el centro de Kiev muchos edificios administrativos destacados para albergar las instituciones gubernamentales de la República Socialista Soviética de Ucrania, incluido el edificio del gobierno y el edificio del Ministerio de Relaciones Exteriores. Para ello se eligió el corazón mismo de la ciudad: el raión de Pechersk, que se encuentra en la margen derecha del río Dniéper.
En febrero de 1936 se convocó un concurso para el mejor diseño de edificio de la Rada Suprema. Fueron invitados numerosos especialistas destacados, entre ellos Volodímir Zabolotni, Valerian Rykov y Yakiv Steinberg. El jurado seleccionó el diseño de Zabolotnyi. La construcción se inició en 1936 y duró hasta 1939, realizándose la inspección final a principios de verano, obteniendo el edificio una calificación excelente. La primera sesión de la Rada Suprema tuvo lugar el 25 de julio de 1939.
El edificio fue destruido en la Segunda Guerra Mundial y reconstruido en su estilo original en 1945-1947, con el diseño de reconstrucción proporcionado por Zabolotni, una vez más. La cúpula de cristal fue reconstruida un metro más alta que la original. Aunque está adyacente al palacio barroco de Marinski de Rastrelli (1752), el arquitecto del edificio Rada, más monumental e imponente, logró evitar la falta de armonía derivada de la yuxtaposición de estilos arquitectónicos tan contrastantes. Al edificio principal se añadió un edificio adyacente de tres pisos para militares, diseñado en forma de semicírculo cerrado con un patio interior.
Durante los trabajos de restauración realizados en 1985 bajo la dirección de Natalia Chmutina, se instalaron cuatro grupos escultóricos del escultor Valentín Znoba frente a los avant-corps de la entrada central, tal como estaba previsto en el diseño de Zabolotni. Las esculturas representan varios segmentos de la población ucraniana: trabajadores, campesinos, científicos e intelectuales.
Tras la independencia de Ucrania en 1991, algunas decoraciones fueron modificadas y otras reemplazadas para reflejar el simbolismo nacional de la Ucrania independiente. Actualmente, el tridente estilizado, pieza central del escudo moderno de Ucrania, aparece encima de la entrada principal del edificio. En 2016, se retiraron las últimas decoraciones que se creía que mostraban propaganda comunista para cumplir con las leyes de descomunización de 2015.

## Arquitectura
El edificio está diseñado en una estricta forma rectangular-simétrica y tiene tres pisos de altura. Está coronado por una cúpula, realizada en metal y cristal, dotando al edificio de iluminación natural. La cúpula de cristal de cien toneladas sobre la sala de sesiones principal es la característica más memorable del edificio. La bandera roja y azul de la República Socialista Soviética de Ucrania ondeó en lo alto de la cúpula durante más de 50 años, hasta que fue reemplazada por la bandera nacional amarilla y azul de Ucrania, tras la consecución de la independencia de Ucrania en 1991.
La iluminación multicolor de la cúpula por la noche ofrece una vista memorable, una de las atracciones turísticas de Kiev. El diámetro del plafón es de 16 metros. En el centro se encuentra una lámpara de araña de cristal que, por su forma, se asemeja a un girasol, un motivo frecuente en las artes populares ucranianas. A partir de este diseño se instaló el plafón de iluminación del recibidor con cristales de colores. El interior del edificio está generosamente decorado con intrincados paneles de madera, mármol multicolor, obras de arte en bronce y estatuas. La azotea plana de la estructura moderna añade armonía a su composición. El frente del edificio estaba decorado con adornos y estatuas que representaban el simbolismo de la República Socialista Soviética de Ucrania, con el escudo de armas de la República Socialista Soviética de Ucrania en el centro.
El exterior del edificio se aborda en colores claros mediante el uso de yeso claro y granito gris claro. Estos tonos contrastan con la tonalidad oscura de un zócalo, realizado en labradorita pulida, y que presenta un importante saliente contra una pared plana. Todas las habitaciones del edificio de tres pisos fueron diseñadas en un solo espacio compacto. Las fachadas son simétricas y tienen un orden que recibió una interpretación más amplia para la columnata de la fachada principal, así como los planos principales de las fachadas laterales.

## Galería

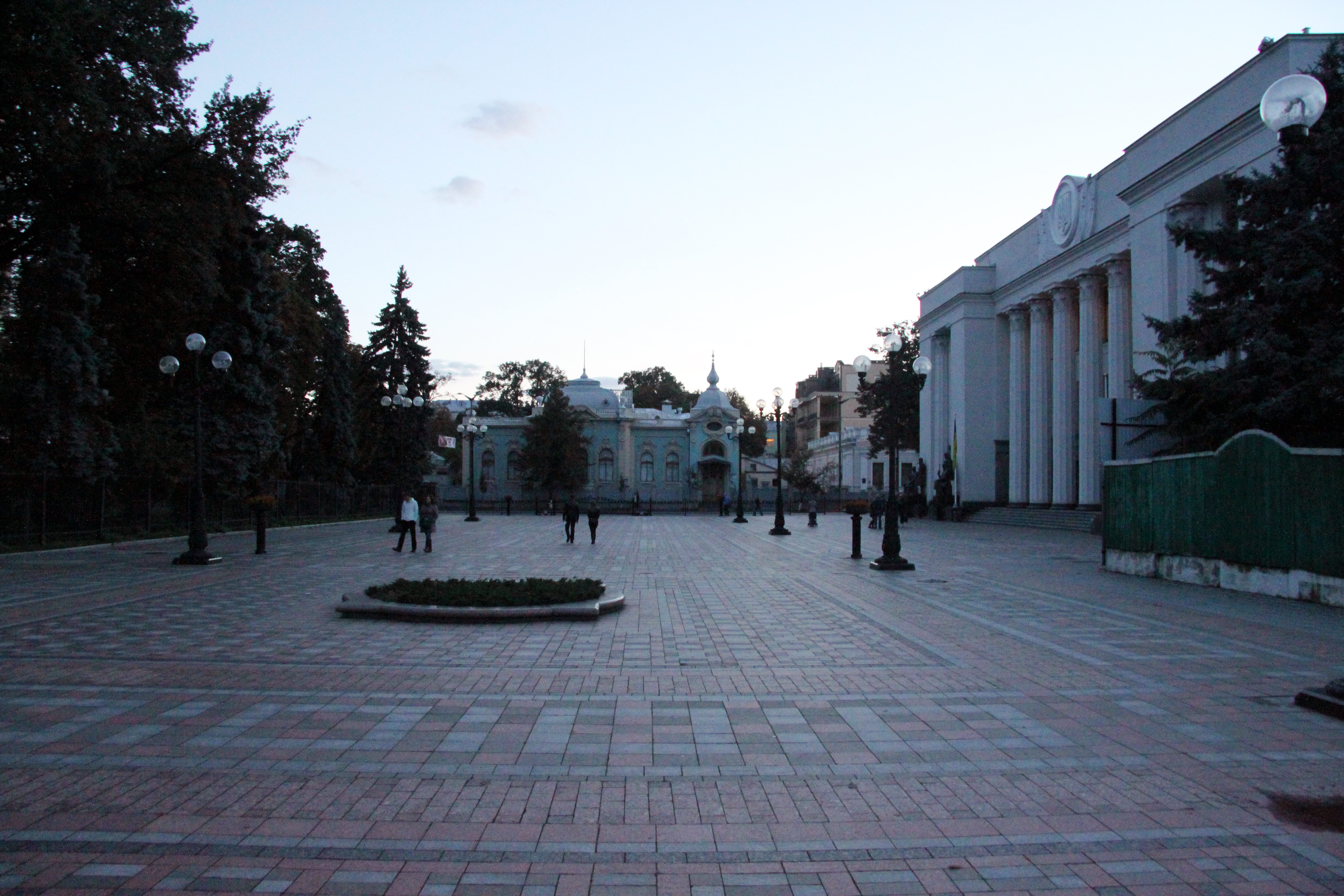
Edificio de la Rada Suprema (2013)
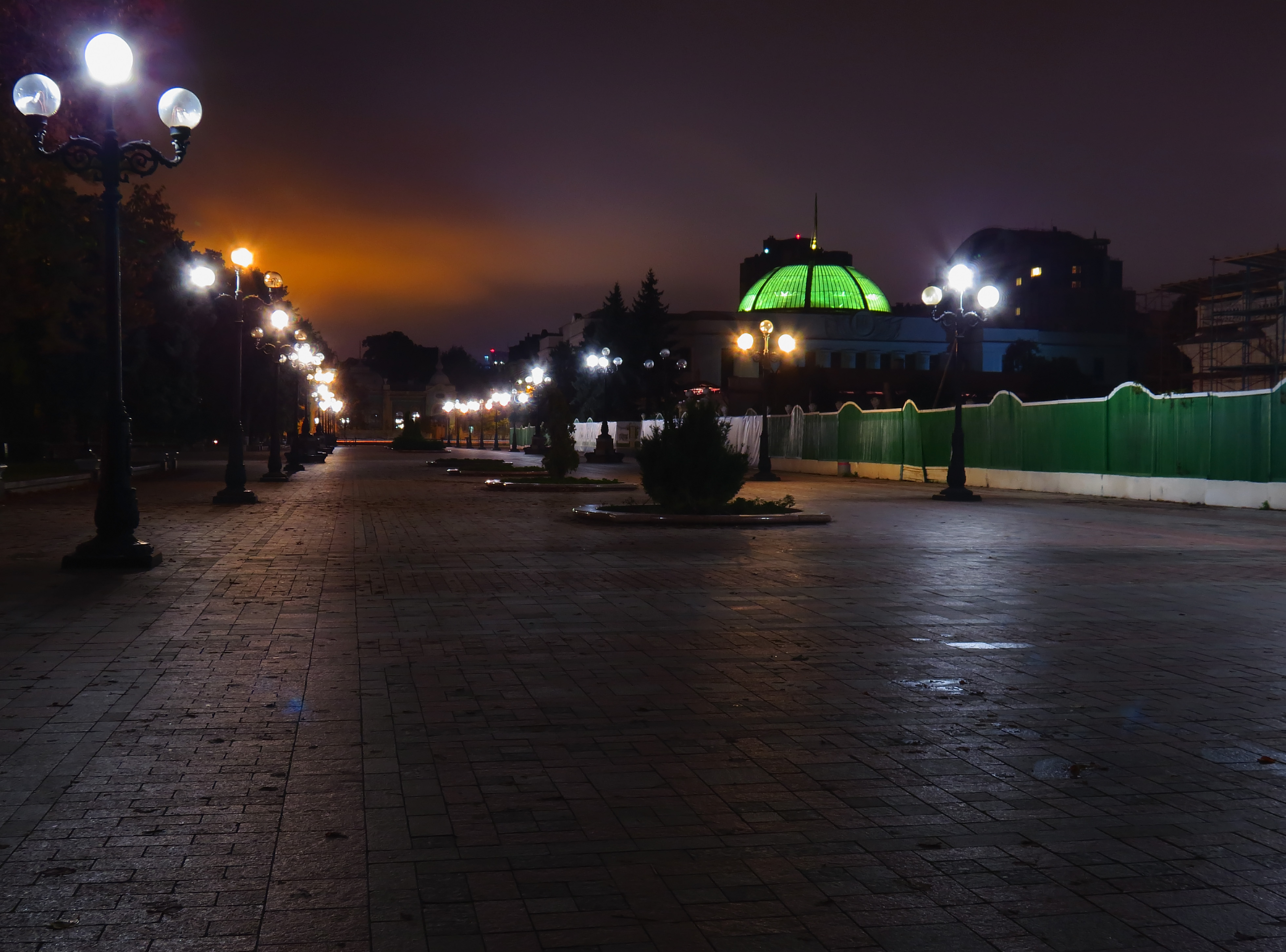
Rada Suprema de noche (2015)
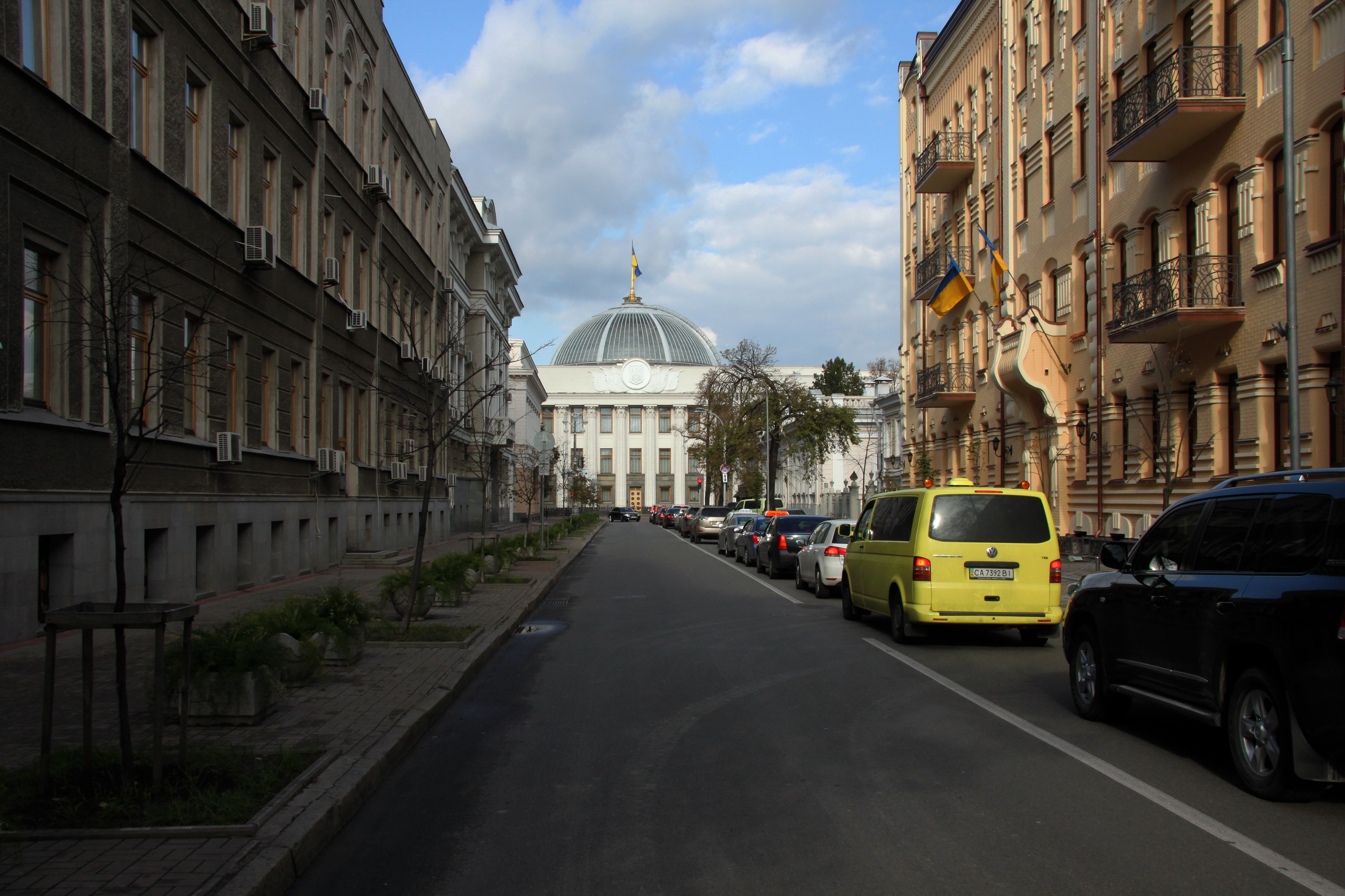
Edificio de la Rada Suprema desde la calle Hrushevskoho (2013)
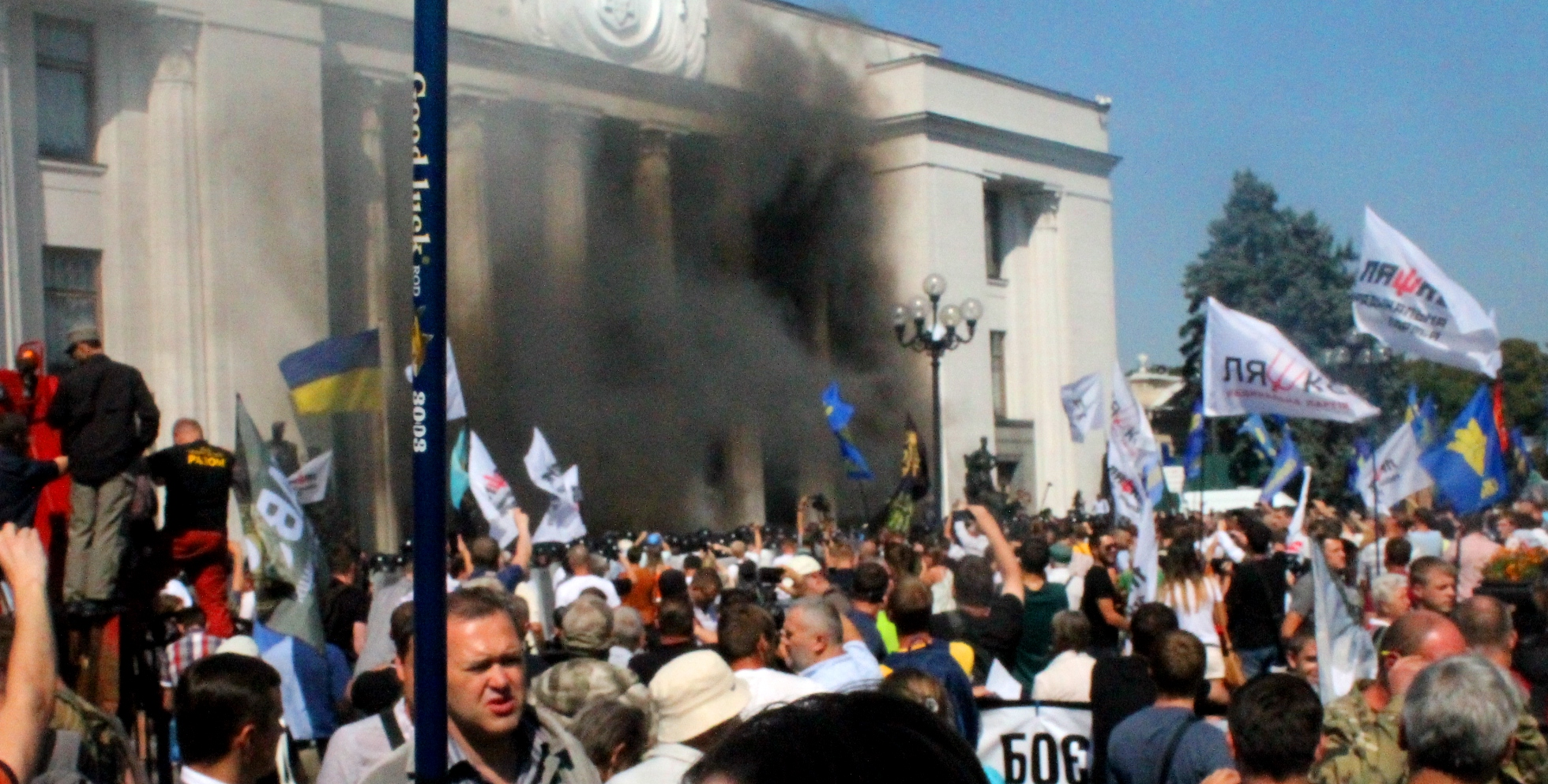
Protestas ante la Rada Suprema (2015)
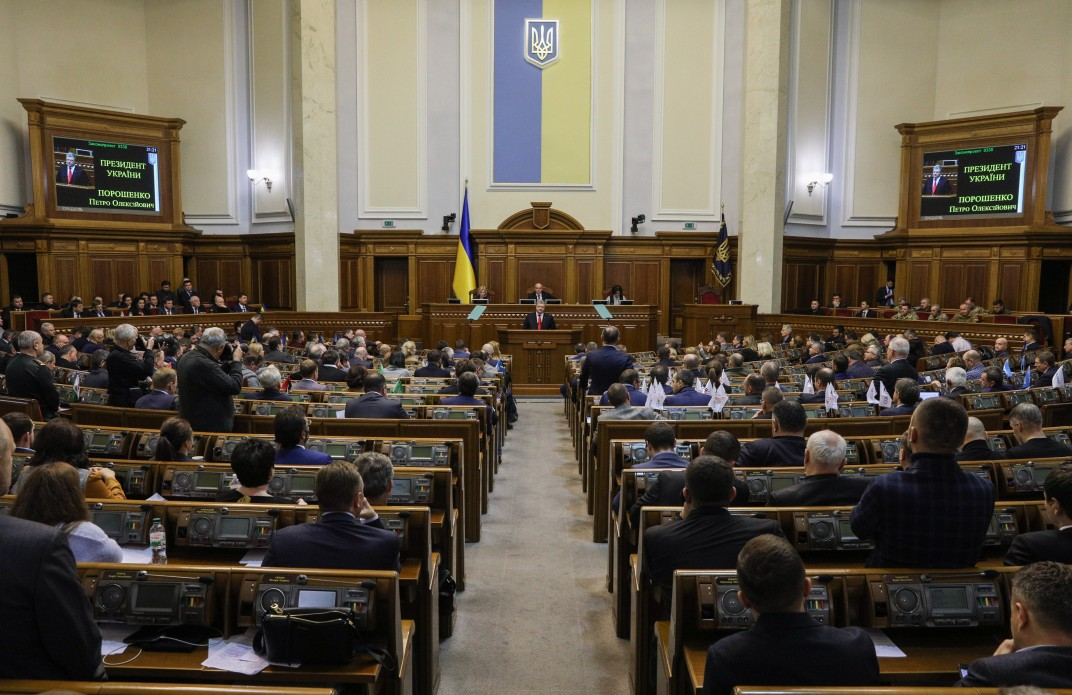
Interior del parlamento